# Vladimir Gorochov
Vladimir Vasil'evič Gorochov (in russo Владимир Васильевич Горохов?; Mosca, 1910 – 1969) è stato un cestista e allenatore di pallacanestro sovietico.

## Carriera
Da allenatore ha guidato l'Unione Sovietica femminile a due vittorie, nei Campionati europei del 1954 e del 1956 e al secondo posto ai Campionati del mondo del 1957.